# Parlagena remaudierei
Parlagena remaudierei är en insektsart som beskrevs av Kaussari 1955. Parlagena remaudierei ingår i släktet Parlagena och familjen pansarsköldlöss.
Artens utbredningsområde är Iran. Inga underarter finns listade i Catalogue of Life.